# سینتومر
سینتومر (انگلیسی: Synthomer) شرکت صنایع شیمیایی بریتانیایی است، که در سال ۱۸۶۳ تأسیس شد.